# دونكان برستون
دونكان برستون (بالإنجليزية: Duncan Preston)‏ هو ممثل بريطاني، ولد في 11 أغسطس 1946 في المملكة المتحدة.

## وصلات خارجية
- دونكان برستون على موقع IMDb (الإنجليزية)
- دونكان برستون على موقع ألو سيني (الفرنسية)
- دونكان برستون على موقع ميوزك برينز (الإنجليزية)
- دونكان برستون على موقع أول موفي (الإنجليزية)
- دونكان برستون على موقع قاعدة بيانات الأفلام السويدية (السويدية)
- دونكان برستون على موقع قاعدة بيانات الفيلم (الإنجليزية)
- دونكان برستون على موقع كينوبويسك (الروسية)